# Base de la Fuerza Aérea Randolph
Randolph AFB es un lugar designado por el censo ubicado en el condado de Béxar en el estado estadounidense de Texas. En el Censo de 2010 tenía una población de 1241 habitantes y una densidad poblacional de 115,43 personas por km².

## Geografía
Randolph AFB se encuentra ubicado en las coordenadas 29°31′49″N 98°16′44″O / 29.53028, -98.27889. Según la Oficina del Censo de los Estados Unidos, Randolph AFB tiene una superficie total de 10.75 km², de la cual 10.65 km² corresponden a tierra firme y (0.96%) 0.1 km² es agua.

## Demografía
Según el censo de 2010, había 1241 personas residiendo en Randolph AFB. La densidad de población era de 115,43 hab./km². De los 1241 habitantes, Randolph AFB estaba compuesto por el 75.91% blancos, el 9.91% eran afroamericanos, el 0.81% eran amerindios, el 4.11% eran asiáticos, el 0.24% eran isleños del Pacífico, el 2.42% eran de otras razas y el 6.61% pertenecían a dos o más razas. Del total de la población el 15.15% eran hispanos o latinos de cualquier raza.